# Johanna Reichert
Johanna Reichert (* 31. Dezember 2001 in Korneuburg) ist eine österreichische Handballspielerin.

## Karriere
Die gebürtige Korneuburgerin begann bei Union Korneuburg Handball zu spielen. Ab der Saison 2019/20 lief Reichert für WAT Atzgersdorf auf. Mit dem Team nahm sie 2019/20 am EHF-Cup und 2020/21 am Nachfolgebewerb EHF European League teil. Im Sommer 2021 wechselte sie zum deutschen Bundesligisten Thüringer HC. Mit dem Thüringer HC gewann sie im Jahr 2025 die EHF European League. In dem Bewerb konnte sie mit 110 Toren auch die meisten Tore erzielen und wurde beim Final4-Turnier im Raiffeisen Sportpark zum MVP ausgezeichnet. Auch in der Bundesliga konnte sie in dieser Saison die meisten Tore erzielen und wurde ebenfalls als MVP ausgezeichnet.
Im September 2019 wurde die Rückraumspielerin erstmals in die österreichische Frauen-Handballnationalmannschaft einberufen. Mit Österreich nahm sie an der Weltmeisterschaft 2023 teil und schloss das Turnier auf dem 19. Platz ab. Reichert erzielte im Turnierverlauf sechs Treffer.

## Erfolge
- Thüringer HC
  - 1× EHF European Leaguesiegerin 2025